# Oğuzhan Türk
Oğuzhan Türk (Kampen, 17 maggio 1986) è un ex calciatore olandese, di origini turche, di ruolo centrocampista.

## Carriera

### Club
Dopo aver giocato dal 2007 al 2012 nella seconda serie olandese, nella stagione 2012-2013 ha giocato 31 partite in Eredivisie, la massima serie olandese.

### Nazionale
Ha giocato nella nazionale olandese Under-16.